# Valsjön (Vilhelmina socken, Lappland, 715501-155627)
Valsjön är en sjö i Vilhelmina kommun i Lappland och ingår i Ångermanälvens huvudavrinningsområde. Sjön har en area på 1,95 kvadratkilometer och ligger 373,1 meter över havet. Sjön avvattnas av vattendraget Valsjöbäcken.

## Delavrinningsområde
Valsjön ingår i det delavrinningsområde (715600-155473) som SMHI kallar för Utloppet av Valsjön. Medelhöjden är 406 meter över havet och ytan är 7,99 kvadratkilometer. Det finns inga avrinningsområden uppströms utan avrinningsområdet är högsta punkten. Valsjöbäcken som avvattnar avrinningsområdet har biflödesordning 3, vilket innebär att vattnet flödar genom totalt 3 vattendrag innan det når havet efter 246 kilometer. Avrinningsområdet består mestadels av skog (75 procent). Avrinningsområdet har 1,95 kvadratkilometer vattenytor vilket ger det en sjöprocent på 24,3 procent.